# Fluorcalciobritholita
La fluorcalciobritholita és un mineral de la classe dels silicats, que pertany al grup de la britholita. Rep el seu nom per la seva relació amb la resta dels minerals del grup i pel seu contingut en calci i fluor.

## Característiques
La fluorcalciobritholita és un silicat de fórmula química (Ca,Ce)₅(SiO₄,PO₄)₃F. Va ser aprovada com a espècie vàlida per l'Associació Mineralògica Internacional l'any 2006. Cristal·litza en el sistema hexagonal. La seva duresa a l'escala de Mohs és 5,5.
Segons la classificació de Nickel-Strunz, la fluorcalciobritholita pertany a «9.AH - Nesosilicats amb CO₃, SO₄, PO₄, etc.» juntament amb els següents minerals: iimoriïta-(Y), tundrita-(Ce), tundrita-(Nd), spurrita, ternesita, britholita-(Ce), britholita-(Y), el·lestadita-(Cl), fluorbritholita-(Ce), fluorel·lestadita, hidroxilel·lestadita, mattheddleïta, tritomita-(Ce), tritomita-(Y) i fluorbritholita-(Y).

## Formació i jaciments
Va ser descoberta a la part alta del riu Tuliok, al vessant oriental del mont Kukisvumtxorr, al massís de Khibini, situat a l'óblast de Múrmansk (Districte Federal del Nord-oest, Rússia). A la mateixa província russa també ha estat trobada al massís de Sakhariok. També ha estat descrita a Stupné, a la regió de Trenčín, a Eslovàquia; a Kråkmo, al comtat de Nordland, a Noruega; i a les pedreres In den Dellen, a Mendig, a l'estat de Renània-Palatinat (Alemanya).